# Mango (chanteur)
Pour les articles homonymes, voir Mango.
Giuseppe Mango, plus connu comme Mango, (né le 6 novembre 1954 à Lagonegro et mort le 8 décembre 2014 à Policoro), est un chanteur et musicien italien.
Il est connu pour son style qui combine pop, folk, world music, et pour sa vaste gamme vocale. Mango a été défini par le journaliste musical italien Mario Luzzatto Fegiz comme un « authentique innovateur de la musique légère italienne ». Parmi ses morceaux les plus connus on trouve Oro, Lei verrà, Mediterraneo, Amore per te, Bella d'estate, Come Monna Lisa et La rondine.
Il a écrit des chansons pour plusieurs artistes italiens, tels que Patty Pravo, Andrea Bocelli, Mietta et Loredana Bertè. Ses chansons ont également été interprétées par des artistes italiens, parmi lesquels Mina et Mia Martini, et étrangers, dont Hélène Ségara, Leo Sayer et Eleftheria Arvanitaki.

## Biographie
Giuseppe Mango est né à Lagonegro, petite ville dans la province de Potenza, en Basilicate. Il a grandi en écoutant principalement du blues, de la soul et du hard rock, ses musiciens préférés sont Aretha Franklin, Led Zeppelin, Deep Purple et Peter Gabriel. À l'époque, Mango n'est pas intéressé par la musique italienne, en affirmant avoir interprété au plus quelques chansons de Lucio Battisti.
Après des études de sociologie à l'université de Salerne, Mango déménage à Rome et commence sa carrière en 1976, avec l'album « La mia ragazza è un gran caldo ». En 1985, il participe au Festival de Sanremo avec la chanson Il viaggio, extraite de l'album « Australia ». En 1986, il publie « Odissea », qui contient certaines de ses chansons les plus célèbres - Lei verrà et Oro. L'album voit la participation de Brian Auger au clavier.
S'ensuivent d'autres albums à succès comme « Adesso » (1987), qui contient le single Bella d'estate écrit avec Lucio Dalla, et « Come l'acqua » (1992), qui compte parmi ses titres Mediterraneo et voit la participation de Manu Katché à la batterie, Pino Palladino à la basse et Richard Galliano à l'accordéon. En 1995, Mango participe au Festival de Sanremo avec Dove vai, accompagné par le musicien kényan Ayub Ogada. Le single Amore per te, extrait de l'album « Visto così » (1999), a été utilisé comme thème pour la version italienne de la telenovela El privilegio de amar. La chanson a été aussi reprise par la chanteuse Hélène Ségara, avec le titre Tu peux tout emporter.
Le dernier album de Mango est sorti en 2011 et a pour titre « La terra degli aquiloni ». Mango a aussi enregistré trois albums en espagnol : « Ahora » en 1987, « Hierro y Fuego » en 1988 et « Sirtaki » en 1991 ; pour ce dernier, il existait déjà une version italienne. En 1988, le single Flor de Verano, version espagnole de Bella d'estate extrait de l'album « Ahora », a occupé la première place du classement Los 40 Principales en Espagne.
Le 7 décembre 2014, Mango est frappé par une crise cardiaque lors d'un concert à Policoro, province de Matera, alors qu'il chante Oro, une de ses chansons les plus connues. Il a levé un bras et a dit « Excusez-moi » à la foule, avant de s'effondrer. Il est mort avant l'arrivée à l'hôpital. Un jour plus tard, son frère Giovanni est également décédé d'une crise cardiaque, après s'être senti mal à la veillée funèbre.

### Vie privée
Mango est le partenaire de l'auteure-compositrice-interprète Laura Valente depuis 1985. Ils sont mariés de 2004 à sa mort en 2014; leurs enfants Filippo (né en 1995) et Angelina (née en 2001) sont également dans le milieu de la musique et ont collaboré à plusieurs reprises avec leurs parents.

## Discographie

### Albums Studio
- 1976 - La mia ragazza è un gran caldo
- 1979 - Arlecchino
- 1982 - È pericoloso sporgersi
- 1985 - Australia
- 1986 - Odissea
- 1987 - Adesso
- 1988 - Inseguendo l'aquila
- 1990 - Sirtaki
- 1992 - Come l'acqua
- 1994 - Mango
- 1997 - Credo
- 2002 - Disincanto
- 2004 - Ti porto in Africa
- 2005 - Ti amo così
- 2007 - L'albero delle fate
- 2011 - La terra degli aquiloni

### Albums live
- 1995 - Dove vai
- 2009 - Gli amori son finestre

### Albums de compilations
- 1999 - Visto cosi
- 2006 - Tutto Mango: oro e platino

### Albums en espagnol
- 1987 - Ahora
- 1988 - Hierro y Fuego
- 1991 - Sirtaki

## Chansons écrites pour d'autres artistes
| Artiste              | Chanson                       | Année | Album                           |
| -------------------- | ----------------------------- | ----- | ------------------------------- |
| Mietta               | Per esempio… per amore        | 2003  | Per esempio... per amore        |
| Mietta               | Abbracciati e vivi            | 2003  | Per esempio... per amore        |
| Mietta               | Fare l'amore                  | 2000  | Tutto o niente                  |
| Mietta               | E no (Cosa sei)               | 1991  | Volano le pagine                |
| Mietta               | Soli mai                      | 1991  | Volano le pagine                |
| Mietta               | Oltre te                      | 1991  | Volano le pagine                |
| Patty Pravo          | Per amarti d'amore            | 1976  | Tanto                           |
| Patty Pravo          | Per te che mi apri l'universo | 1976  | Tanto                           |
| Patty Pravo          | Goodbye my love               | 1986  |                                 |
| Patty Pravo          | Sentirti                      | 1978  | Miss Italia                     |
| Loretta Goggi        | Io nascerò                    | 1986  | C'è poesia                      |
| Loretta Goggi        | C'è poesia                    | 1986  | C'è poesia                      |
| Loredana Bertè       | Re                            | 1986  | Fotografando... i miei successi |
| Loredana Bertè       | Fotogrando                    | 1986  | Fotografando... i miei successi |
| Andrea Bocelli       | L'attesa                      | 2004  | Andrea                          |
| Scialpi              | L'Io e l'Es                   | 1983  | Es-tensioni                     |
| Scialpi              | Hallelujah                    | 1983  | Es-tensioni                     |
| Andrea Mirò (it)     | Non è segreto                 | 1988  |                                 |
| Laura Valente        | -                             | 1985  | Tempo di blues                  |
| Helena Hellwig       | Di luna morirei               | 2006  | Di luna morirei                 |
| Helena Hellwig       | Geranio                       | 2006  | Di luna morirei                 |
| Dennis Fantina (it)  | Se non con te                 | 2002  | Dennis                          |
| Dennis Fantina (it)  | Non è il cuore                | 2002  | Dennis                          |
| Gloria Bonaveri (it) | Joe                           | 1996  | Gloria                          |
| Anna Bussotti (it)   | Nessun dolore                 | 1986  |                                 |

## Reprises
Certaines de ses chansons ont été réarrangées par des artistes italiens et étrangers :
| Artiste               | Chanson                                                                  | Année | Album                                       |
| --------------------- | ------------------------------------------------------------------------ | ----- | ------------------------------------------- |
| Mia Martini           | Se Mi Sfiori                                                             | 1976  | Che vuoi che sia... se t'ho aspettato tanto |
| Patty Pravo           | Per Te Che Mi Apri L'Universo Per amarti d'amore (Tu pioggia io mattino) | 1976  | Tanto                                       |
| Patty Pravo           | Sentirti                                                                 | 1978  | Sentirti/Notti Bianche                      |
| Scialpi               | Nero e blu                                                               | 1983  | Es-tensioni                                 |
| Loretta Goggi         | Lei verrà (feat. Mango)                                                  | 1986  | C'è poesia                                  |
| Leo Sayer             | The Moth And The Flame (Tu...si)                                         | 1990  | Festival de Sanremo                         |
| Mina                  | Oro                                                                      | 1994  | Canarino mannaro                            |
| Hélène Ségara         | Tu peux tout emporter (Amore per te)                                     | 2000  | Au nom d'une femme                          |
| Mietta                | Sentirti                                                                 | 2003  | Per esempio... per amore                    |
| Eleftheria Arvanitaki | Min Orkizesai (Come Monna Lisa)                                          | 2007  | Dinata 1986–2007                            |
| Neri per Caso         | Bella d'estate (feat. Mango)                                             | 2008  | Angoli diversi                              |
| Wender                | Lei verrà (feat.Saretta)                                                 | 2010  | Alpacaaaa                                   |
| Antonella Lo Coco     | Disincanto                                                               | 2012  | Cuore scoppiato                             |